# 元仲冏
元仲冏（490年—527年11月28日），名暐，字仲冏，以字行，河南郡洛阳县（今河南省洛阳市东）人，魏道武帝拓跋珪六世孙，南平安王拓跋霄之孙，员外散骑侍郎元倪之子。

## 生平
元仲冏的堂兄南平哀王元伯和没有儿子，元仲冏因此承袭为南平王，历任谏议大夫、中书侍郎，后出任使持节、都督光州诸军事、辅国将军、光州刺史，元仲冏因为给母亲丁忧而回朝，又被任命为给事黄门侍郎、辅国将军，元仲冏辞让，出任散骑常侍。
正光五年（524年）十一月，莫折天生攻陷岐州，元仲冏的伯父京兆王元继统帅诸军讨伐，元仲冏出任使持节、署理平西将军，以本官为散骑常侍、西□别将，跟随元继出征，还未出兵时，泾阳又遭到攻击，元仲冏因此出任使持节、都督泾州诸军事、右将军、泾州刺史，后改任平西将军、银青光禄大夫、署理安西将军、使持节为征讨都督，莫折天生被击败后北逃。朝廷认为秦川地区民心未定，因此任命元仲冏担任使持节、都督秦州诸军事、本将军、秦州刺史、署理镇西将军都督。孝昌三年（527年）正月，北魏由于兵将疲惫，萧宝夤和元恒芝在泾州大败，大陇都督元仲冏和小陇都督高聿接连退散。萧宝夤阴谋反叛北魏，元仲冏和封伟伯察觉之后，暗中与关中豪强韦子粲等人商量起兵讨伐他，计划败露，孝昌三年十月廿日（527年11月28日），元仲冏在长安的公馆中被萧宝夤派人杀死，时年虚岁三十八。朝廷得知后，赠予元仲冏使持节、卫大将军、尚书右仆射、都督雍岐南豳三州诸军事、雍州刺史，增加封邑三百户，谥号武贞。武泰元年岁次戊申三月戊午朔十六日癸酉（528年4月20日），元仲冏归葬于景陵东山南面，其墓志首题《魏故使持节散骑常侍卫大将军尚书右仆射都督雍岐南豳三州诸军事雍州刺史南平王墓志铭》，1928年农历6月于洛阳城北四公里盘龙冢村东南地出土，盖已失没，志石现存开封市博物馆碑廊。

## 家庭

### 兄弟姐妹
- 元玕，东魏平南将军、太中大夫、武卫将军
- 元氏，嫁东魏骠骑大将军、右光禄大夫、大鸿胪卿孟威

### 儿子
- 元承宗，承袭为南平王，早卒后由叔祖元安平之子元仲略承袭为南平王